# Форментини, Марко
Марко Форментини (итал. Marco Formentini, 14 апреля 1930, Специя, Лигурия — 2 января 2021, Милан) — итальянский государственный деятель, мэр Милана (1993—1997), депутат Европейского парламента (1994—2004).

## Биография
Второй сын Савино, главного бухгалтера муниципалитета Специя.
На заключительных этапах Второй мировой войны в возрасте 14 лет был партизаном в движении Сопротивления, нёс дозорную службу.

После войны с семьёй переехал в Бельгию. Общение в среде итальянской эмиграции сформировало у него социалистические политические предпочтения: 
«Мой социалистический выбор связан с моим переездом в Бельгию и моим знанием итальянских эмигрантов. Вот почему я до сих пор так чувствителен к проблемам эмиграции. Их посылают мыть окна, какие-то придурки, которые кладут деньги в карманы. Я собирался в Ломбарди. (…) У него было европейское видение социализма. Итальянский социализм, увиденный из Брюсселя, был другим».
Оригинальный текст (итал.)«La mia scelta socialista è in relazione al mio trasferimento in Belgio e la mia conoscenza degli emigranti italiani. Per questo ancora oggi sono così sensibile ai problemi dell'emigrazione. Li mandano a lavare i vetri, sono degli stronzi questi che si mettono i soldi in tasca. Io stavo per Lombardi. (...) Lui aveva una visione europea del socialismo. Il socialismo italiano visto da Bruxelles era diverso».

В 1952 году окончил юридический факультет Пизанского университета. С 1956 года работал в Европейском союзе в Люксембурге и Брюсселе.
В 1958 году вернулся в Италию, жил и работал в Милане. В 1970-х он был связан с Итальянской социалистической партией и был секретарем регионального правительства Ломбардии с 1970 по 1975 год.
В возрасте 56 лет оставил политику и стал фрилансером в финансовом и организационном секторе. Написал эссе по итальянскому вопросу «Западная демократия или страна третьего мира?» В 1987, разочаровавшись в политических силах Первой Республики, предвещал рождение «Народно-демократического союза». В том же году он снова начал голосовать за Лигу Севера; его книгу заметили лидеры той партии, которые решили преподнести её секретарю партии Умберто Босси.
В 1991 году он присоединился к «Лиге Севера» и в следующем году был избран в Палату депутатов итальянского парламента. На местных выборах в июне 1993 года он баллотировался в мэры от Лиги Севера и победил с 39 % в первом и 57 % во втором туре голосования. Начало правления Форментини ознаменовало собой конец десятилетия «Milano da bere», характеризующегося широко распространенным благополучием, с безудержно преувеличенными карьерными амбициями, направленными на достижение высокого социального статуса. и созданием «модного» образа.
На европейских выборах 1994 года Форментини был избран в Европейский парламент как представитель избирательного округа Северо-Западной Италии. Там он присоединился к либеральной фракции, к которой в то время всё ещё принадлежала Лига Севера. До января 1997 года он был членом Комитета по исследованиям, технологическому развитию и энергетике и делегации в Совместном парламентском комитете ЕС-Кипр. После того, как Лига Севера вышла из либеральной группы, он стал независимым членом Комитета по транспорту и туризму. На выборах мэра 1997 года Форментини получил только 19,1 % и был исключен в первом туре голосования. Его преемником стал Габриэле Альбертини из партии «Вперёд, Италия».
На европейских выборах 1999 года он был утверждён в качестве члена Европейского парламента. Через несколько месяцев после выборов он покинул Лигу Севера и присоединился к новой либеральной партии «Демократы». Ведущую роль в этом играл Артуро Паризи ведущую роль, друживший с Форментини. В отличие от Лиги Севера, которая принадлежала правоцентристскому альянсу Берлускони, «Демократы» были частью левоцентристского блока. В это время Форментини снова оказался в либеральной группе Европарламента, был членом Комитета по культуре, молодежи, образованию, СМИ и спорту до января 2002 года, затем Комитета по занятости и социальным вопросам и делегатом по связям со странами Магриба и Союзом арабского Магриба. В 2002 году «Демократы» стали частью партии «Маргаритка: Демократия — это свобода», к которой Форментини принадлежал до 2007 года.
На европейских выборах 2004 года Форментини баллотировался от левоцентристского альянса «Оливковое дерево (коалиция)», но не был избран. Первоначально он участвовал в слиянии с партией «Левые демократы», чтобы сформировать «Демократическую партию» (ДП). Он поддержал христианского демократа Рози Бинди на первичных выборах лидера партии, но она заняла только третье место. В ноябре 2008 года Форментини покинул ДП и присоединился к небольшой партии «Христианская демократия за автономию», которая была частью правоцентристского правительства Сильвио Берлускони. Христианские демократы за автономию объединились с партиями «Вперед, Италия» и Национальный альянс в 2009 году, чтобы сформировать правоцентристскую сплоченную партию «Народ свободы», к которой впоследствии принадлежал Форментини.